# Мошовце
Мошовце (на словашки: Mošovce) е село в Словакия.

## История
Запазени са много исторически сгради като доказателство за 770-годишното съществуване. За първи път селището е споменато в документите за дарения на крал Андраш II.
Първоначално на мястото на Мошовце има две селища. Първото, Махиух е било разположено в района на днешни Стари Рад, а второто Тера Моус, което дава настоящето име на селото, е заемало мястото на запазения и до днес Видърмох. Името на второто селище означава Земята на Мойш и ни дава основание да вярваме, че цялото селище преди е принадлежало на господин Мойш, което име е може било абревиатура от сложното славянско име Мойтех, подобно на имената Войтех или Моймир. Във всяко отношение името на селището е претърпяло много промени – от Мошовых, Мошоц, Мошовец, Вила региа Майос алио номине Мошових, опидиум Маыус сие Мошоц, Мошоц олим Маыус и до наши дни Мошовце. Името на обособената стара част от Мошовце Хорнуков е запазено в модерната форма Черньаков.
Мошовце отначало се е развило като кралско селище със свободна адвокатура и от средата на 14 век е привилегирован град, присъединен към кралската крепост на Блатница. През 1527 попада в ръцете на фамилията Ревай, което отнема градските привилегии на Мошовце за повече от 400 години.
В миналото, Мошовце е важен занаятчийски център на Туриецкия
регион. В града има около 15 активни гилдии - обущарската и най-известната кожухарска гилдия са оцелелите най-дълго време. В наши дни Мошовце е важен туристически район с много забележителности.

## Забележителности
Един от най-забележителните паметници в Мошовце е феодалното имение, построено в стил рококо-класицизъм от втората половина на 18 век с просторен английски двор. Други забележителни места в града са родното място на Ян Колар, неоготическа католическа църква със скъпоценен олтар, построена на мястото на предишна древна църква, лутеранска църква построена през 1784 година, Арт нуво зелена къща и павилион от 1800 г., а в мавзолея сега се помещава Музеят на занаятите.

## Природа
Околната среда на Мошовце е наистина уникална. Комплекс от исторически булеварди с дървета и гори създаващи естетичен и внушителен пейзаж, който е като продължение на гористата местност от планината Голяма Фатра. Тази планина е сред най-атрактивните в Словакия. Фантастични форми от варовик и доломит, както и прекраснатата природа близо до Блатнишката и Гадерската долина привличат посетители от целия свят.

## Култура и Традиции
В Мошовце са израснали много важни личности. Най-великите са Фрицо Кафенда (1883-1963), композитор; Анна Лацкова – Зора (1899-1988), писателка; Щефан Кърчмери (1892-1955), литературен критик, историк и поет; Юр Тесак Мошовски, бароков драматург; и Милослав Шмид, основателят на аматьорската противопожарна служба в Словакия.
Все пак, вероятно най-важната личност родена в Мошовце е великият
славянски поет, философ, и лутерански проповедник, Ян Колар (1793-1852), който е повлиял до голяма степен литературата през последните две поколения с неговата поетична композиция Дъщерята на Славянина. Неговата творба е смятана за основа или мотив за съвременните словашки патриоти и националисти. Преведена е на различни славянски, както и на много неславянски езици.

## Изгледи
- Рококо-Класическе Феодално имение – Мошовце
- Лутеранска църква – Мошовце
- Католическа църква – Мошовце
- Капела, мавзолей, денешен музей – Мошовце
- Мошовце – герб
- Мошовце – знаме
- Мошовце